# Breathe and Stop
Breathe and Stop (Respire e pare em inglês) é o segundo single lançado por Q-Tip no seu álbum de estréia Amplified. O vídeo para este single mostra Q-tip com traje de dança incomum junto a algumas garotas.
A canção alcançou o número # 71  na Billboard Hot 100.
O looping instrumental tem sido usado como música de fundo para alguns segmentos do nacionalmente sindicalizado show de rádio americano Billy Bush.